# Chwałszyce
Chwałszyce – wieś w Polsce położona w województwie wielkopolskim, w powiecie wrzesińskim, w gminie Nekla.
W latach 1975–1998 miejscowość administracyjnie należała do województwa poznańskiego.
W pobliżu miejscowości znajduje się Miejsce Obsługi Podróżnych (MOP Chwałszyce) dla jadących Autostradą A2 w kierunku Poznania.